# Ksawery Lewkowicz
Ksawery Franciszek Lewkowicz (ur. 2 grudnia 1869 w Krakowie, zm. 15 sierpnia 1958 tamże) – lekarz, profesor katedry chorób dzieci Wydziału Lekarskiego UJ.

## Życiorys
Był synem Antoniego i Marcjanny z Wyleżyńskich, wnukiem Sykstusa, lekarza chirurgii Legii Nadwiślańskiej w gwardii Napoleona Bonapartego. Ukończył w 1888 Gimnazjum Św. Anny w Krakowie, rozpoczynając studia medyczne na Wydziale Lekarskim UJ. Stopień doktora wszech nauk medycznych uzyskał w 1895. 
W latach 1895–1897 był lekarzem praktykantem w Szpitalu Św. Łazarza w Krakowie na oddziale chorób wewnętrznych u profesora Stanisława Pareńskiego, a następnie w Klinice Pediatrycznej profesora Macieja Jakubowskiego, będąc w latach 1897–1903 asystentem tej kliniki. Uzupełniał wykształcenie w Paryżu, w klinice pediatrycznej prof. Granchera w 1903 dokształcał się w klinikach w Wiedniu. Habilitację uzyskał na UJ w 1903. W latach 1903–1907 był zawodowym lekarzem wojskowym w randze kapitana w jednym z pułków krakowskich. Profesorem nadzwyczajnym pediatrii i kierownikiem katedry chorób dzieci w UJ mianowany został 1 października 1907, profesorem zwyczajnym zaś 2 stycznia 1920. 
W okresie od 1 października 1914 do sierpnia 1916 był dyrektorem szpitala św. Ludwika. Równocześnie w sierpniu 1914 został powołany do służby wojskowej w Krakowie, jako dowódca szpitala fortecznego zwolniony z niej w grudniu 1918 r. Otrzymał w tym okresie kolejno rangę majora i podpułkownika. Po zakończeniu pierwszej wojny światowej zajmował nadal w okresie międzywojennym stanowisko kierownika katedry chorób dzieci Wydziału Lekarskiego UJ. W roku akademickim 1930–1931 był dziekanem Wydziału Lekarskiego. W 1931 został członkiem Polskiej Akademii Umiejętności, a w 1938 prezesem Krakowskiego Towarzystwa Lekarskiego. 
6 listopada 1939 został aresztowany wraz z pozostałymi pracownikami UJ i AGH w ramach Sonderaktion Krakau i po trzech tygodniach pobytu w więzieniach w Krakowie i Wrocławiu trafił do obozu koncentracyjnego w Sachsenhausen. W czasie pobytu w obozie znacznie podupadł na zdrowiu i z początkiem grudnia 1939 zachorował na grypę gorączkową, a następnie ostrą biegunkę. Do Krakowa powrócił w połowie lutego 1940 (po zwolnieniu z obozu 8 lutego) z ciężkimi objawami choroby głodowej. W czasie okupacji został praktycznie pozbawiony możliwości kierowania Kliniką Chorób Dzieci UJ, ale pomimo absolutnego zakazu władz niemieckich systematycznie odwiedzał chore polskie dzieci na wydzielonym dla nich oddziale w klinice. Po wojnie powrócił na stanowisko kierownika Kliniki Chorób Dzieci, którą kierował do 31 grudnia 1947, kiedy to przeszedł na emeryturę.
Był żonaty ze Stanisławą Kwielewską (doktorem praw), miał synów: Sykstusa (urodzonego w 1911 r.), Janusza (urodzonego w 1913 r.) i Józefa (urodzonego w 1915 r.).
Został pochowany na cmentarzu Rakowickim w Krakowie (kwatera LXX, pn, gr. 46).

## Dorobek naukowy
Lewkowicz opublikował w języku polskim, angielskim, niemieckim, francuskim 96 prac naukowych. Pierwsze prace dotyczyły malarii, zwłaszcza profilaktyki choroby. Proponował podawanie chininy całej ludności terenu objętego chorobą.
Profesor badał etiologię anginy Plauta-Vincenta. Jako pierwszy wyhodował w czystym stanie beztlenowego prątka wrzecionowatego Bacillus fusiformis z jamy ustnej niemowląt (1906).
Zajmował się też etiologią i patogenezą nagminnego zapalenia opon mózgowo-rdzeniowych. Przez 21 lat pracy nad tym zagadnieniem opublikował 31 prac naukowych.
Kolejnym zainteresowaniem profesora była patogeneza gruźlicy i choroby reumatycznej.